# 기타가와라촌
기타가와라촌(北河原村)은 사이타마현의 북부, 기타사이타마군에 속했던 촌이다. 

## 지리
- 현재의 교다시에 해당한다.

## 역사
원래는 에도시대부터 존재했던 기타가와라 촌이었다. 게이쇼 3년경에는 기타가와라라는 명칭이 미나미가와라와 함께 성립되었다고 한다.
- 1879년 - 기타사이타마군에 소속되었다.
- 1889년 4월 1일 - 정촌제 시행에 의해 기타사이타마군기타가와라촌이 성립하였다.
- 1954년 3월 31일 - 아라키촌, 스카촌과 함께 교다시에 편입해 소멸하였다.

## 참고문헌
- 「角川日本地名大辞典」編纂委員会『角川日本地名大辞典 11 埼玉県』角川書店、1980年7月8日。ISBN 4040011104。